# Hermanas del Pobre Niño Jesús
La Congregación de Hermanas del Niño Jesús Pobre (en latín: Congregationis Sororum a Paupere Iesu Infante; neerlandés: Zusters van het Arme Kind Jezus) es un congregación religiosa católica femenina, de vida apostólica y de derecho pontificio, fundada a por la religiosa alemana Clara Fey, en Aquisgrán, en 1844. Las religiosas de este instituto posponen a sus nombres las siglas P.I.J..

## Historia

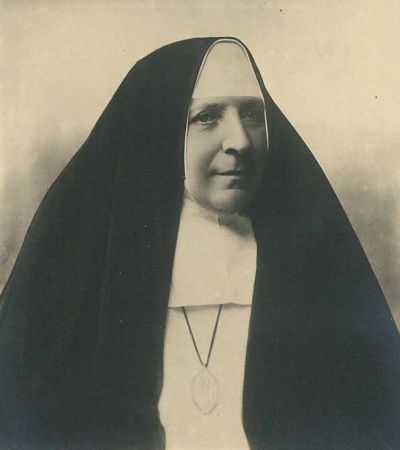
Clara Fey (1815-1894), fundadora de la congregación, es venerada como beata en la Iglesia católica.

Los orígenes de la congregación se remontan a 1837, cuando Clara Fey instituyó una pequeña escuela para los hijos de los obreros, en la parroquia de San Paolo en Aquisgrán. En 1844, con la ayuda de Wilhelm Sartorius, Andreas Fey y Theodor Laurent, dio inicio a una nueva familia religiosa para la atención de dicho colegio. La congregación se expandió rápidamente en Alemania, Austria y Luxemburgo, sin embargo, en 1878, debido al Kulturkampf, tuvieron que abandonar los territorios germánicos y establecer en Simpelveld (Países Bajos). En 1887 pudieron regresar a su nación de origen, pero la casa madre permaneció en los Países Bajos.
El instituto fue aprobado como congregación de derecho diocesano 5 de enero de 1848, por el arzobispo de Colonia, Johannes von Geissel. Fue elevado a congregación pontificia, mediante decretum laudis del papa Pío IX, del 11 de julio de 1862.

## Organización
La Congregación de Hermanas del Pobre Niño Jesús es un instituto religioso de derecho pontificio, internacional y centralizado, cuyo gobierno es ejercido por una superiora general. La sede central se encuentra en Aquisgrán (Alemania).
Las religiosas de este instituto se dedican a la educación e instrucción cristiana de la juventud y a la asistencia de personas con discapacidades. En 2017, el instituto contaba con 478 religiosas y 59 comunidades presentes en Alemania, Austria, Bélgica, Colombia, España, Indonesia, Kazajistán, Letonia, Luxemburgo, Países Bajos, Perú y Reino Unido.